# Clara-Zetkin-Medaille

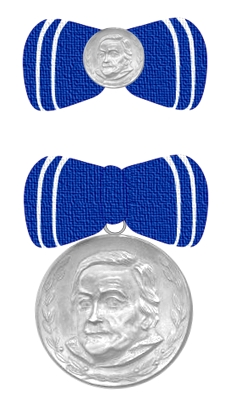
Avers der Clara-Zetkin-Medaille

Die Clara-Zetkin-Medaille war eine staatliche Auszeichnung  der Deutschen Demokratischen Republik (DDR), welche in Form einer tragbaren Medaille verliehen wurde.

## Geschichte
Die Medaille wurde am 18. Februar 1954 durch den Ministerrat der DDR in einer Stufe gestiftet, um das Leben und Wirken Clara Zetkins, einer der bedeutendsten Frauenführerinnen in der Geschichte des deutschen Volkes, zu würdigen. Die Verleihung der Medaille erfolgte für hervorragende Verdienste bei der Gestaltung der entwickelten sozialistischen Gesellschaft, insbesondere hier in Würdigung der Leistung berufstätiger Frauen, die durch beispielgebende Erfüllung der beruflichen Aufgaben und durch verantwortungsbewusste Wahrnehmung der Pflichten als Mutter die neue gesellschaftliche Stellung der Frau im Sozialismus widerspiegelten.
Die Medaille selbst wurde in der Regel nur ein einziges Mal an ein und dieselbe Person verliehen, wobei ausschließlich Frauen in Betracht kamen. Die Verleihungsprozeduren sahen eine Verleihung an Einzelpersonen, Kollektive und Institutionen vor, u. a. auch für die Erhaltung des Friedens sowie für Verdienste bei der Gleichberechtigung von Mann und Frau. Eine Doppelverleihung war ausgeschlossen. Bis 1964 war mit der Verleihung der Medaille eine jährliche Ehrenrente in Höhe von 300 Mark verbunden, danach gab es nur noch eine einmalige Prämie in Höhe von 2500 Mark für Einzelpersonen und von 500 Mark für Kollektivmitglieder. Allerdings war die jährliche Höchstverleihungszahl der Medaille begrenzt. So konnte die Medaille bis 1977 jährlich nur 80 Mal verliehen werden, ab 1978 dann 120 Mal und ab 1986 dann 150 Stück, wobei bei Kollektiven von bis zu 10 Frauen jede von diesen die Medaille nebst Urkunde erhielt.

## Vorschlageberechtigung und Verleihungsprozedere
Vorschlagsberechtigt waren die Minister und Leiter zentraler Staatsorgane, die Vorsitzenden der Räte der Bezirke, die zentralen Leitungen der Parteien, der Bundesvorstand des FDGB und der Bundesvorstand des DFD. Die endgültige Entscheidung oblag dem Ministerrat der DDR in Übereinstimmung mit dem DFD. Die eigentliche Auszeichnung erfolgte in der Regel zum Internationalen Frauentag am 8. März.

## Aussehen und Tragweise

### Erste Form
Die von 1954 bis 1958 verliehene Form der silbernen Medaille mit einem Durchmesser von 36 mm zeigte auf ihrem Avers mittig das vom Betrachter aus gesehen leicht nach links abgewandelte Kopfporträt Zetkins, welches von zwei schmalen unten gekreuzten nach oben hin gebogenen offenen Lorbeerzweigen umschlossen war, die etwa 3/4 des Kreisumfanges ausmachten. Das Revers der Medaille zeigte dagegen die vierzeilige erhaben geprägte Inschrift: FÜR / FRIEDEN, EINHEIT / DEMOKRATIE UND / AUFBAU sowie am unteren Medaillenrand das Stecherzeichen LA sowie das Herstellerzeichen M.B. für Münze Berlin mit der eingestanzten 900er Punzierung.

### Zweite Form
Die zweite Form der Medaille, welche von 1959 bis 1972 verliehen wurde, blieb nahezu identisch, nur dass die Medaille nun eine geänderte Inschrift auf dem Revers der Medaille zeigte. Der Schriftzug hieß von da ab: FÜR / FRIEDEN / UND / SOZIALISMUS.

### Dritte Form
Ab 1973 bis 1977 war die Clara-Zetkin-Medaille dann nur noch aus versilberten Metall hergestellt, wobei die Herstellerzeichen und Stecherzeichen erhalten blieben.

### Vierte Form
Die vierte und letzte Form der Medaille, welche ab 1978 zur Verleihung kam, brachte kleinere Veränderungen mit sich. So verringerte sich der Durchmesser der Medaille um 1 mm auf nun 35 mm und zeigte auf ihrem Revers nun nicht mehr eine Inschrift, sondern das große Staatswappen der DDR.
Getragen wurde allen Medaillenformen an einer 35 mm großen und ca. 18 mm hohen blauen Schleife, die in ihrer Mitte mit einem 5 mm breiten ebenfalls blauen Band gebunden ist an der linken oberen Brustseite. An deren Enden sind beiderseits der Schleife zwei 1,5 mm breite silbergraue senkrechte Mittelstreifen eingewebt worden, deren Abstand zum Saum und untereinander 2 mm beträgt. Ab 1978 waren diese Mittelstreifen dann mehr weiß. Die Interimsspange, ebenfalls in Schleifenform, ist von gleicher Beschaffenheit und zeigt mittig die silberne aufgesetzte Miniatur des Avers der Medaille.